# قلعه یاتسو شیرو
قلعه یاتسو شیرو (به ژاپنی: 八代城, Yatsushiro-jō)، بقایای یک ساختار قلعه در یاتسوشیرو، کوماموتو، استان کوماموتو، ژاپن است.
در سال ۱۶۱۹، قلعه موگیشیما به دلیل یک زلزله بزرگ فروریخت و سپس پسر کاتو کیوماسا کاتو تاداهیرو به دست نشاندش کاتو ماساتاکا دستور داد تا قلعه جدیدی بسازد. در سال ۱۶۳۲، هوسوکاوا تادائوکی به دستور شوگون‌سالاری توکوگاوا وارد قلعه شد و زندگی بازنشسته‌ای را در محوطه کیتانوماروی قلعه گذراند.
قلعه در حال حاضر تنها ویرانه است، فقط برخی از بقایای خندق‌های آبی و دیوارهای سنگی. قلعه یاتسوشیرو در سال ۲۰۱۴ به عنوان یکی از بقایای قلعه‌های یاتسوشیرو به عنوان یک مکان تاریخی ملی ثبت شد که هر دو قلعه فوروفوموتو و قلعه موگیشیما را ترکیب کرده است. قلعه یاتسوشیرو به عنوان یکی از ادامه صد قلعه برتر ژاپنی در سال ۲۰۱۷ فهرست شد.

## نگارخانه

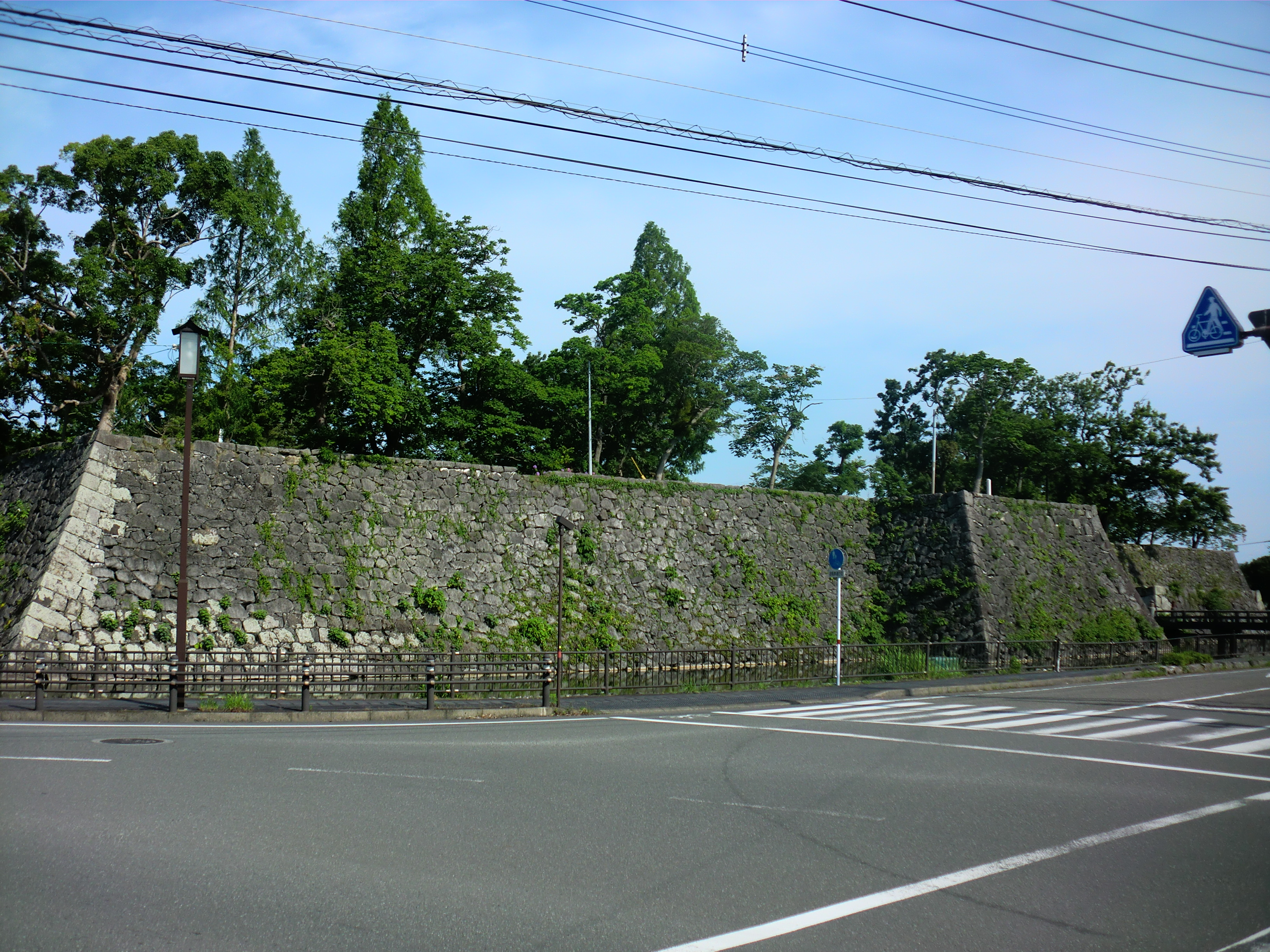
دیوار سنگی
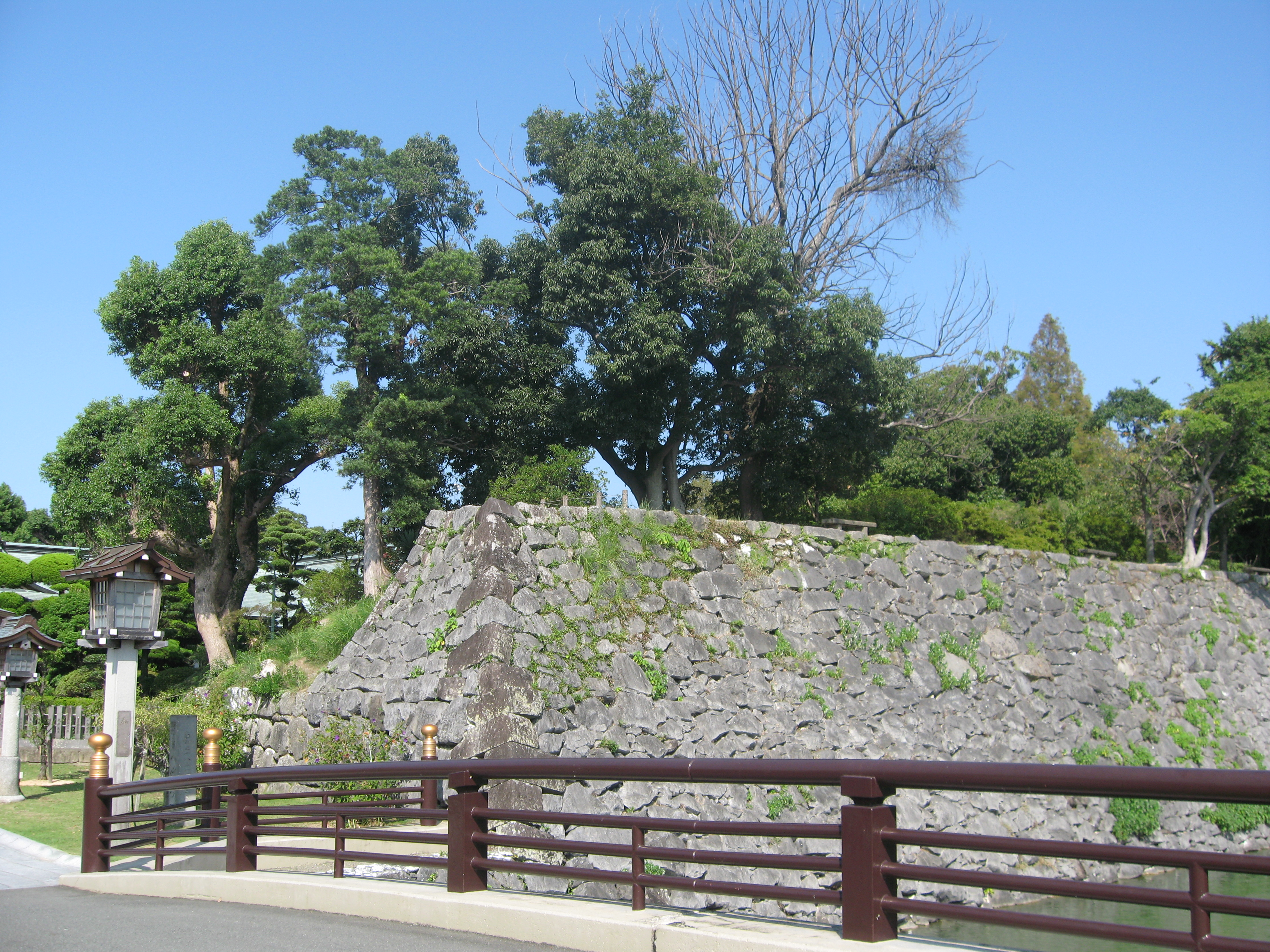
دیوار سنگی
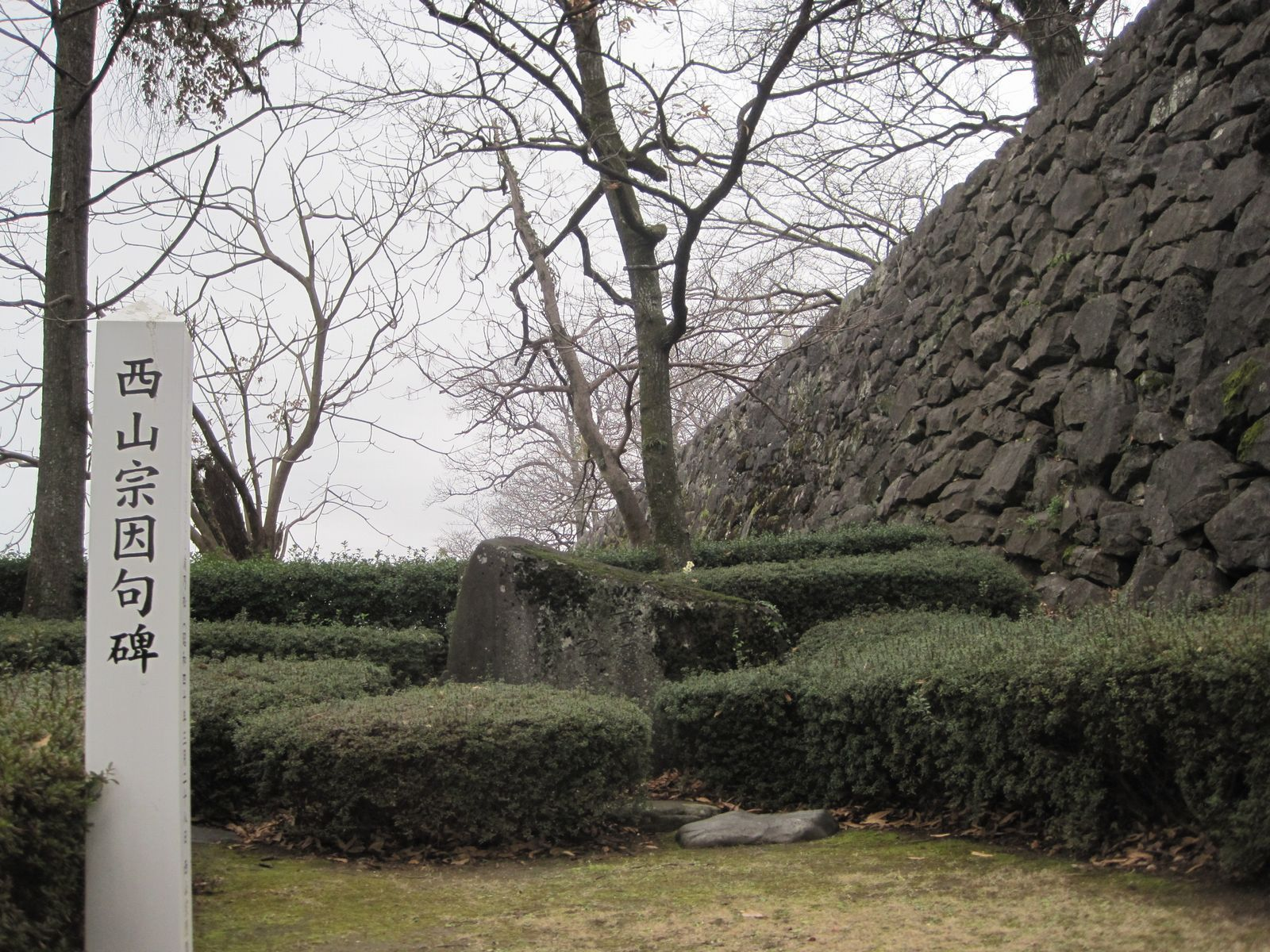
دیوار سنگی
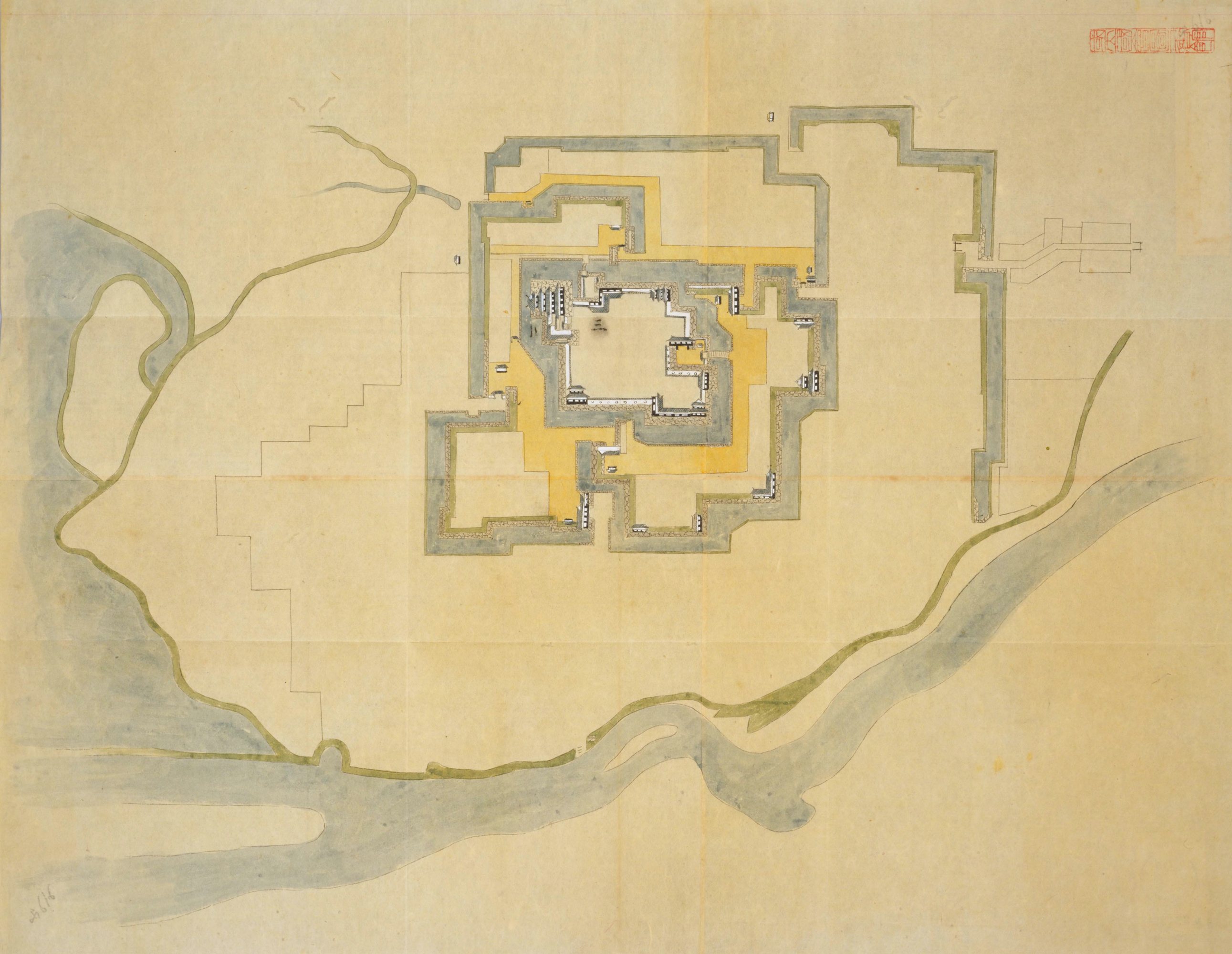
نقشه قدیمی قلعه
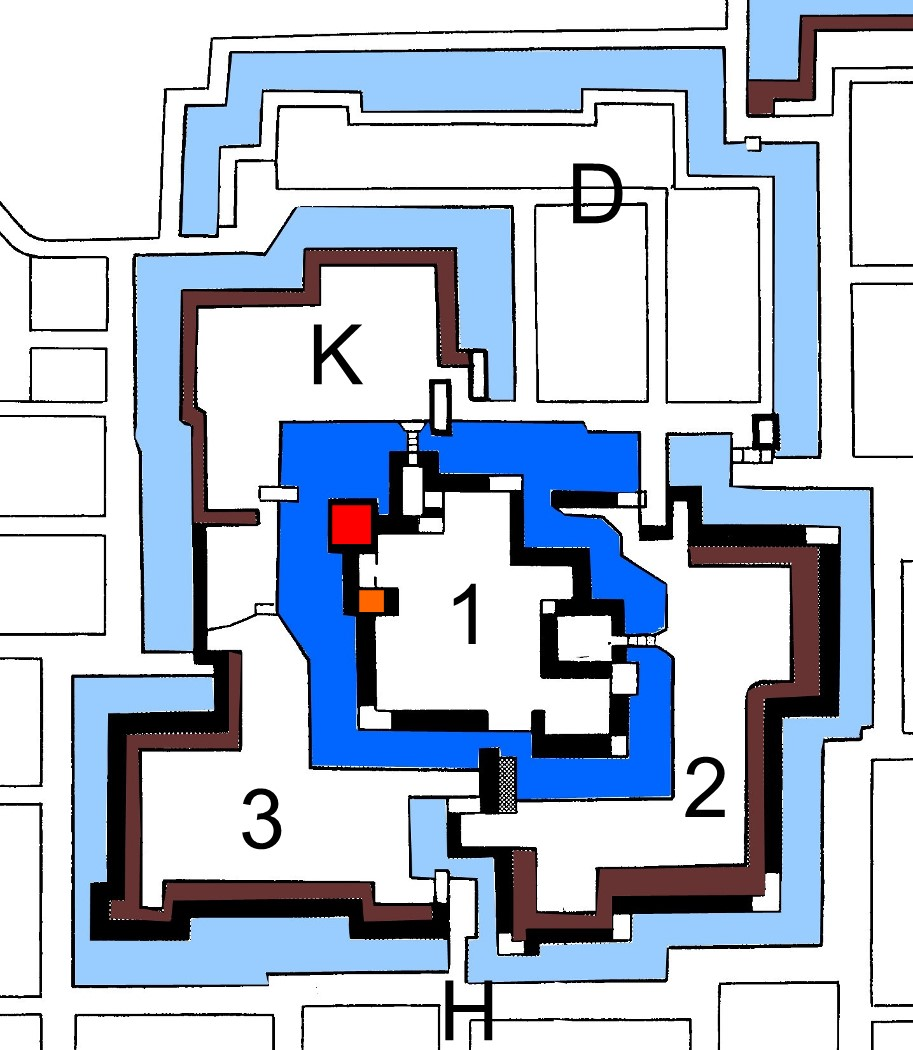